# Kovalévskoie
Kovalévskoie - Ковалевское (rus) és un poble del krai de Krasnodar, a Rússia. Es troba a la vora esquerra del riu Kuban. És a 5 km al nord de Novokubansk i a 159 km al sud-est de Krasnodar.
Pertanyen a aquest poble els possiolki de Progress, Voskhod, Komsomolski, Mirskoi, Leskhoz i Jeleznodorojnoi platformi Kotsebu, i els khútors de Borvinok, Severokavkazski i Kràsnaia Zvezdà.